# Samerey
Samerey ist eine französische Gemeinde mit 134 Einwohnern (Stand: 1. Januar 2022) im Département Côte-d’Or in der Region Bourgogne-Franche-Comté. Sie gehört zum Arrondissement Beaune und zum Kanton Brazey-en-Plaine. 
Sie grenzt im Westen und im Norden an Laperrière-sur-Saône, im Nordosten an Saint-Seine-en-Bâche, im Osten an Champvans, im Süden an Damparis und Abergement-la-Ronce und im Südwesten an Saint-Symphorien-sur-Saône.

## Bevölkerungsentwicklung
| Jahr                       | 1962 | 1968 | 1975 | 1982 | 1990 | 1999 | 2008 | 2015 |
| -------------------------- | ---- | ---- | ---- | ---- | ---- | ---- | ---- | ---- |
| Einwohner                  | 134  | 136  | 140  | 138  | 156  | 141  | 131  | 156  |
| Quellen: Cassini und INSEE |      |      |      |      |      |      |      |      |

## Sehenswürdigkeiten
- Kirche Nativité de la Vierge (Mariä Geburt)

## Weblinks

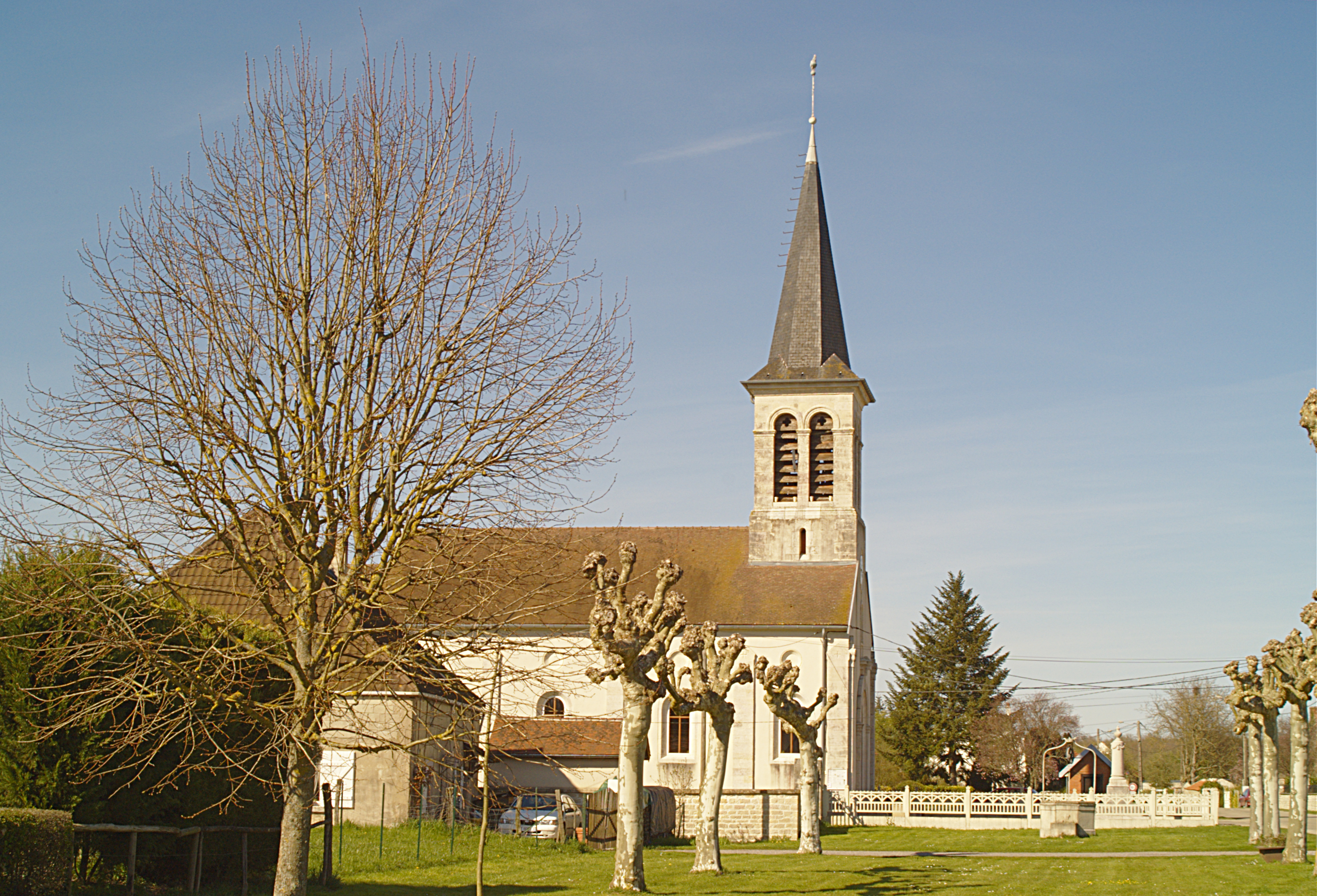
Kirche Mariä Geburt